# Quamtana leleupi
Quamtana leleupi är en spindelart som beskrevs av Huber 2003. Quamtana leleupi ingår i släktet Quamtana och familjen dallerspindlar. Inga underarter finns listade i Catalogue of Life.